# 바이올린 소나타 (슈트라우스)
《바이올린 소나타 내림마장조 작품번호 18》는 리하르트 슈트라우스가 1888년에 완성한 바이올린 소나타이다.

## 개요
슈트라우스는 바이올린을 상당히 잘 연주했으며, 피아노의 연주 테크닉 또한 뛰어났다. 그럼에도 불구하고 슈트라우스는 바이올린 소나타를 1곡만 남기고 있다. 이것은 1887년 여름과 가을에 대부분 작곡되어, 다음해 9월에 2악장이 완성되어 전체가 완성되었다. 그리고 이 소나타는 슈트라우스의 실내악곡 분야에서의 매듭이 되었다. 즉 이 이후 슈트라우스는 고전파적인 형식의 절대음악에서 벗어나 교향시와 오페라의 세계에 몰입해 간다. 그렇다고는 하나 이 바이올린 소나타보다 이전에 교향시의 포석이 되는 이탈리아에서를 이미 작곡했고, 1887년에는 교향시 ‘맥베드’를 쓰기 시작했으며, 1888년에는 교향시 ‘돈 후안’의 작곡에 착수했다. 슈트라우스는 재빨리 새로운 방향을 개척하며 전진했다. 따리서 이 소나타는 슈트라우스에게 있어서 과도적인 최후의 작품이 된다. 그런 까닭에 곡은 전통적인 3악장제를 취하곡 있지만, 이제까지의 슈트라우스의 실내악곡과 협주곡과는 상당히 다른 양상을 보인다. 예를 들면 선율의 움직임은 슈트라우스의 개성을 확실히 나타내고 있다. 1악장 서두의 주제에서 이미 슈만적이나 브람스풍으로는 형용할 수 없는 것으로 되어 있다. 그리고 이 제1주제 부분만으로도 말할 수 있듯이 화성은 아주 독창적이며, 대위법도 창의에 가득 차서 풍부하게 쓰이고 있다. 동기의 처와 발전과 관련에도 교묘함이 나타나고 있고, 각 악장은 대비성에 배려하면서 긴밀한 결말을 보인다. 거기에다가 바이올린도 피아노도 확실히 슈트라우스가 좋아하는 상당히 고도의 연주기교를 요구한다. 그 때문에 때로는 2중주 영역을 넘는 효과의 인상을 준다. 이처럼 이 곡은 고전파로부터의 2중주 소나타의 노선을 슈트라우스 나름대로 한계에까지 전진하게 한 것이 라고 할 수 있다. 
악보는 곡이 완성된 해인 1888년에 뮈헨의 요제프 아이플사에서 출판되었다. 단 그 출판은 20세기에 들어와서 빈의 우니베르잘 출판사로 옮겨졌다. 그리고 곡은 ‘나의 사랑하는 아버지와 친구 로베르트 프쇼어씨에게’ 헌정되었다. 로베르트 프쇼어(Robert Pschor)는 슈트라우스의 어머니계인 프쇼어가(家)의 사람으로 슈트라우스의 사촌뻘이 되는데, 피아노를 상당히 잘 연주했으며 프쇼어가의 음악모임 등에서 가끔 만났다. 
초연은 1888년 10월 3일, 쾰른 근처의 엘바펠트의 카지노잘(작은 홀)에서 열린 실내악의 밤에서 연주되었다. 그때 바이올린을 담당한 것은 쾰른의 게르체니히 관현악단의 콘서트마스인 로베르트 헤크만(Robett Heckmann)이었고, 피아노는 엘바펠트에서 지휘자로 있던 유리우스 붓스(Julius Buths)가 맡았다. 이 두 사람은 계속해서 10월 5일에 게르체니히의 이자베르 홀의 실내악의 밤에서도 이 곡을 소개했다. 또한 헤크만은 슈트라우스와 함께 10월 13일에 열린 뮌헨에 있는 박물관 홀의 헤크만 4중주단의 제2회 연주회에서도 이 곡을 연주했다.

## 연주시간
- 약 27분

## 구성

### 제1악장
알레그로 마 논 트로포 내림마장조 4/4박자(때로는 2/4박자가 된다). 소나타 형식. 입체감과 생기가 있는 규모가 큰 악장이다. 제1주제는 피아노로 결렬하게 시작되는데, 곧바로 바이올린에 의해서 온화하게 펼쳐진다. 피아노는 거기에 대위적으로 더해지고 있다. 잠시 후에 바이올린이 멈추면 피아노가 또다른 표정적인 선율을 내놓는다. 이것은 내림마장조로 시작되고, 제1주제의 연속과 같은 것이지만, 제1주제와는 잘 대비되어 있다. 이것도 곧바로 바이올린으로 옮겨져서 전개된다. 그러면 또 하나의 정열적인 선율이 바이올린으로 나타난다. 그것을 피아노가 아르페지오로 반주한다. 마침내 그것이 가라앉으면, 바이올린은 정열을 담은 관능적인 선율을 내놓는다. 이것은 내림나장조로 시작되며, 제2주제를 이룬다. 여기에서 피아노는 처음에 셋잇단음을 넣어 반주하고 있지만, 곧바로 제1주제에 의한 점리듬으로 바뀌어 격렬하게 흥분한다. 얼마 후 곡은 발전부가 되고, 먼저 제1주제를 대위법으로 멋지게 상승시킨 다음, 정열의 선율을 내놓고, 마침내 제1주제의 대비선율을 다룬 후, 또 한번 제1주제를 선보인 다음, 표정적인 악구를 거쳐 재현부가 된다. 먼저 제1주제가 약하게 바이올린을 동반하여 나온다. 그 다음에 바로 정열의 선율을 단조로 내놓고(앞의 대위 선율이 여기에는 나오지 않는다), 이어 제2주제에 이른다. 여기에 제1주제가 또 한번 계속해서 나온다. 그것이 대위법으로 정열을 드높이면, 곡은 코다가 되어 제1주제가 변화된 가락으로 힘차게 끝난다.

### 제2악장
즉흥곡, 안단테 칸타빌레 내림가장조 2/4박자. 3부 형식. ‘즉흥곡(卽興曲, Improvisation)’이라고 이름이 붙여져 있다. 물론 즉흥곡다운 자유로움이 없지는 않지만, 노래하는 듯한 선율을 주로 하고 있다. 슈트라우스의 무언가(無言歌)라고도 할 수 있을 듯하다. 슈트라우스는 특히 이 악장을 마음에 들어한 듯, 후에 이것을 독립시켜 출판했다. 이 악장은 피아노의 간소한 펼침화음의 반주 위에 바이올린의 단순한 선율로써 조용히 시작된다. 드디어 다소 흥분한 선율도 나오지만, 처음의 선율이 다소 변화하며 계속된다. 다음에 곡은 중간부가 되어 피아노의 셋잇단음 후에 정열을 담은 선율이 나타난다. 이 부분은 특히 즉흥곡에 어울린다고 할 수 있다. 선율은 곤 섬세하게 되고, 피아노는 정묘하게 된다. 그러면 바이올린은 약음기를 부착하고, 피아노의 정묘한 음 사이에 세세한 음의 음형을 가하며, 곧 절묘한 선율을 흘린다. 그러나 마침내 최초의 부분이 변화하여 되돌아오고, 바이올린은 약음기를 때어내고 선율을 내놓는다. 곡은 점점 조용해지고, 사라지듯이 끝난다.

### 제3악장
피날레. 안단테 알레그로 내림마장조. 론도 형식. 먼저 피아노만의 느린 전주(안단테, 6/8박자)로 시작된다. 거기에는 다음 주부의 주요주제가 암시되어 있다. 그것이 9마디로 끝나면, 빠른 주부(알레그로, 3/4박자)가 피아노로 강하고 정력적으로 이어간다. 이것은 8도로 격렬하게 시작되고, 젊은 슈트라우스의 열의와 힘을 나타내며, 돈 후안과 영웅의 생애로의 야심을 보인다. 이것이 상승하면 바이올린이 상행구에서 즉흥적으로 가담한다. 그러나 바로 사라진다. 그러면 피아노는 주제를 한층 더 힘차게 내놓고, 바이올린의 악구를 계속한다. 주제는 다시 한번 피아노로 반복된다. 그러면 바이올린이 노래하는 듯한 제1부주제를 내놓는다. 이에 피아노는 처음에 펼침화음으로 반주하여 나가다가 곧 주요주제까지도 더하여 가다. 다음에 바이올린은 또 하나의 노래하는 듯한 선율을 낸다. 여기에서도 피아노는 처음에 펼침화음으로 반주하다가 이윽고 경쾌한 동기를 내놓는다. 이 동기는 멘델스존의 헤브리디스 서곡 ‘핑갈의 동굴’ 중의 제1주제를 빠르게 한 것 같은 것으로서 그서은 마치 무곡풍이기도 하다. 이후 곧바로 8도 아레로 모방되는 바이올린으로도 옯겨진다. 그러나 바이올린은 그 후에 피아노의 아르페지오 위에서 다장조의 큰 선율을 아름답게 내놓는다. 이것을 제2부주제로 보아도 좋을 듯하다. 그것을 피아노가 받으면, 바이올린은 아르페지오로 오르내린다. 마침내 주요주제가 2개의 악기로 되돌아오고, 발전부풍으로 다뤄지며 정열을 높인다. 노래하는 듯한 선율로 되돌아간다. 스케르초풍의 등기도 나온다. 그 다움에 주제가 바이올린으로 되돌아고고, 곧 2대의 악기의 동음으로 힘차게 된다. 이어서 표정적인 선율도 재현된다. 그 후 박자를 6/8박자로 바꾼 코다가 되고, 주제에 의거하면서도 스케르초의 요소도 가미되어 진행하면서, 마침내 분주하면서도 강렬한 결말에 이른다

## 참고 문헌
- 《작곡가별 명곡해설 라이브러리》 22권 '슈트라우스' 〈음악지우사〉 (音樂世界)